# 41e bataillon d'infanterie de marine
Le 41e bataillon d'infanterie de Marine  est une unité de l'armée de terre française dissoute le 4 juillet 2012.

## Création, différentes dénominations et dissolution
Créé en 1987 en lieu et place du 41e bataillon de commandement et de soutien, lui-même crée en 1978 à partir de la 151e compagnie de transit et de garnison servant en Guadeloupe depuis 1966, le 41e BIMa a conservé jusqu'en 1992 le drapeau du 41e RIMa, héritier du 41e régiment d'infanterie coloniale disparu le 1re mai 1917 à la bataille de l'Aisne.
Il est désigné à cette date comme l'héritier du 41e régiment de mitrailleurs d'infanterie coloniale,, avec la filiation suivante :
- - 12 novembre 1916 : 12e bataillon de tirailleurs malgaches.
- - 1919 : 1er régiment de chasseurs malgaches.
- - 1923 : 41e bataillon de tirailleurs coloniaux.
- - 1925 : 41e régiment de tirailleurs coloniaux de marche
- - 1926 : 41e régiment de tirailleurs malgaches (garnison à Reims 1926-1928).
- - 1931 : 41e régiment de mitrailleurs malgaches
- - 5 mai 1933 : 41e régiment de mitrailleurs d'infanterie coloniale est commandé par le colonel Tristani, dont la conduite héroïque pendant la campagne de France lui vaut sa sixième citation à l'ordre de l'armée.
- 41e régiment de mitrailleurs d'infanterie coloniale. « régiment d'élite. Sous le commandement énergique du colonel Tristani a tenu un secteur sur le front de la Sarre pendant toute la durée de la guerre. Le 14 juin 1940 ayant subi une puissante offensive ennemie préparée depuis des semaines et menée par des forces très supérieures, a, en dépit de la violence des attaques appuyées par un bombardement intense d'artillerie et d'aviation, maintenu intégralement ses positions et infligé à l'ennemi un échec des plus sévères. Du 15 au 22 juin, conformant ses mouvements à la manœuvre en retraite des troupes de l'est, est malgré de lourdes pertes, l'extrême fatigue, la pénurie de vivres et de munitions, défendu le terrain pied à pied. Grâce à la froide résolution des cadres et de la troupe, par l'habileté de la manœuvre, par la vigueur des contre-attaques, notamment le 17 juin au passage du canal de la Marne au Rhin, le 18 juin à Réchicourt, a conservé jusqu'à la fin son ascendant sur l'ennemi ». Cette citation comporte l'attribution de la croix de guerre 1939-1945 avec palme.
- - 10 juillet 2012 : dissolution de 12e bataillon d'infanterie de Marine[Quoi ?].

À la suite des restructurations décidées d’après les recommandations du Livre blanc sur la Défense et la sécurité nationale (LBDSN) publié en 2008, le 41e bataillon d'infanterie de Marine est dissous. Le dispositif des forces, dites de souveraineté, affectées dans les Antilles et en Guyane est réorganisé: la création du détachement Terre Antilles (DTA) /33e régiment d'infanterie de Marine à Fort-de-France en Martinique regroupe les unités existantes du 33e régiment d'infanterie de Marine (lui-même dissous) et du 41e bataillon d'infanterie de Marine.

## Présentation et missions du41eBIMa
De 1987 à 2012, le 41e BIMa est stationné en Guadeloupe à proximité de la ville de Point-à-Pitre. Implanté dans le camp Dugommier, ses installations jouxtent celles du  RSMA-Ga.
Le bataillon est composé d'environ 70 % de militaires en mission de courte durée. La compagnie de commandement et de logistique soutient quant à elle douze organismes de la défense. La compagnie d'intervention et de réserve, quasiment alignée sur son DUO, participe à toutes les activités majeures du bataillon.
Dans le cadre du « continuum Outre-mer/Métropole », les missions dévolues aux deux compagnies « Proterre » sont orientées vers la maîtrise parfaite des missions communes de l'armée de terre (MiCAT), la connaissance de la zone en participant à de nombreux échanges bilatéraux avec les pays de la zone Caraïbe, l'entraînement interarmes, l'aguerrissement en milieu tropical humide et les missions de souveraineté dans les dépendances du département.

## Drapeau du bataillon

### Drapeau hérité du43eRIC
Les noms des batailles s'inscrivent en lettres d'or sur le drapeau:
Le drapeau du 41e régiment d'infanterie coloniale repose dans la crypte des troupes de marine à la suite des cérémonies de Bazeilles 2012 à Fréjus.

### Drapeau hérité du43eRMIC
Les noms des batailles s'inscrivent en lettres d'or sur le drapeau:

### Décorations
(novembre 2020).
Sa cravate est décorée:
De la croix de guerre 1939-1945 avec une palme (une citation à l'ordre de l'armée).

## Implantation

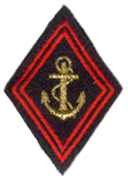
Insigne d'épaule l'ancre d'infanterie de marine.

41e  Bataillon d'Infanterie de Marine (41e  B.I.Ma) - Guadeloupe
BP 2900
97189 Jarry Cedex

## Insigne
Ancre brochée d’une rondache bleue, au soleil rouge chargé d’une tête de tigre.

## Traditions
La fête des troupes de marine
- Elle est célébrée à l'occasion de l'anniversaire des combats de BAZEILLES. Ce village qui a été 4 fois repris et abandonné sur ordres, les 31 août et le 1er septembre 1870.

Et au Nom de Dieu, vive la coloniale
- Les Marsouins et les Bigors ont pour saint patron Dieu lui-même. Ce cri de guerre termine les cérémonies intimes qui font partie de la vie des régiments. Son origine est une action de grâce du révérend-père Charles de Foucauld, missionnaire, voyant arriver à son secours les unités coloniales un jour où il était en difficulté avec une tribu locale.

## Sources et bibliographie
- Erwan Bergot, La coloniale du Rif au Tchad 1925-1980, imprimé en France : décembre 1982, n° d'éditeur 7576, n° d'imprimeur 31129, sur les presses de l'imprimerie Hérissey.